# Lingua yonaguni

Traduzione inglese degli antichi logogrammi kaida dii, oggi in disuso, che venivano usati per esprimere la lingua Yonaguni

La lingua yonaguni (与那国語?, yonaguni-go, in yonaguni: ドゥナンムヌイ dunan munui, in lingua di Okinawa: ユナグニグチ, yunaguni-guchi) è una lingua ryukyuana parlata in Giappone, sull'isola di Yonaguni, nell'arcipelago delle Ryūkyū.

## Distribuzione geografica
Viene parlato da circa 800 persone, circa la metà degli abitanti dell'isola Yonaguni.

## Classificazione
Appartiene al gruppo delle lingue nipponiche, in particolare alla famiglia delle lingue ryukyuane.

## Storia
L'isolamento storico e geografico dell'isola ha fatto in modo che la lingua abbia sviluppato diversi vocaboli e caratteristiche tali che la rendono di difficile comprensione anche per chi parla altre lingue di Ryukyu.

## Fonologia
Le principali caratteristiche fonetiche dell'idioma yonaguni sono le seguenti:
- Vengono usate soprattutto 3 vocali, la "a", la "i" e la "u". Le vocali "e" ed "o" sono usate molto di rado. Tutte le vocali, al pari del giapponese, possono essere pronunciate lunghe, come nella voce italiana del verbo essere "sii"
- La consonante approssimante palatale "y" del rōmaji, nello yonaguni diventa "d", come ad esempio la radice yona di yonaguni, che diventa dunan e la parola giapponese yama, montagna, che diventa dama
- La vocale "o" del rōmaji giapponese diventa "u" nello yonaguni, come nella parola Yamato (la storica provincia che ha unificato il Giappone), che a Yonaguni si dice Damatu ed è per i locali sinonimo di Giappone
- La consonante "k" del rōmaji diventa spesso una "g" dura, come nel caso di haka, tomba, che in yonaguni diventa haga
- Le consonanti "t" e "k" del rōmaji non sono mai aspirate, mentre nello yonaguni a volte lo sono

## Sistema di scrittura
Esiste anche un sistema di scrittura pittografico proprio della lingua yonaguni chiamato kaida dii, ma è lentamente caduto in disuso con la diffusione della lingua di Okinawa, ai tempi del Regno delle Ryūkyū, del giapponese e del cinese. Quest'ultimo viene trasmesso dalle emittenti di Taiwan, che vengono captate a Yonaguni.